# スレイヴス・アンド・マスターズ
『スレイヴス・アンド・マスターズ』（Slaves and Masters）は、ディープ・パープルが1990年に発表した通算13作目、再結成後としては3作目、ジョー・リン・ターナーが在籍した第6期の唯一のスタジオ・アルバムである。BMG移籍後の初アルバムである。

## 解説

### 経緯
1984年に第2期のメンバーの再結集によって始動した第5期ディープ・パープルは、1989年にイアン・ギランを解雇。彼等はギランの後任にサバイバーのジミ・ジェイミソンを迎えようとしたが、ジェイミソンのマネージメントに断られてしまった。その後、オーディションを行なってテリー・ブロックを合格させるが、結局ブロックは正式加入せず。最終的には、元レインボー、ライジング・フォースのジョー・リン・ターナーとセッションを行ない、1989年10月に正式メンバーに迎えた。

### アルバム未収録曲
本作のレコーディング・セッションで録音された曲のうち、アルバムに収録されなかった「Fire, Ice & Dynamite」は、1990年公開のアメリカ映画『サマー・シュプール』（原題：Fire, Ice & Dynamite）のサウンドトラックで使用された。「スロウ・ダウン・シスター」はシングル「ラヴ・コンクァーズ・オール」のカップリング曲として発表された。日本では、2008年発売の再発CD(BVCM-35350)で、「スロウ・ダウン・シスター」がボーナス・トラックとして追加収録された。

## 評価
イギリスでは、再結成後に発表された前2作のスタジオ・アルバム『パーフェクト・ストレンジャーズ』（1984年）や『ハウス・オブ・ブルー・ライト』（1987年）ほどの成功は収められず、全英アルバムチャートのトップ10入りを逃し、チャート・インも2週だけで終わった。アメリカではBillboard 200で87位に達したが、ディープ・パープルは本作を最後に、全米アルバム・チャートのトップ100から遠ざかっている。
シングル「キング・オブ・ドリームス」は全英70位、「ラヴ・コンクァーズ・オール」は全英57位に達した。また、アメリカ『ビルボード』誌のメインストリーム・ロック・チャートでは「キング・オブ・ドリームス」が6位、「ファイア・イン・ザ・ベースメント」が20位に達した。

## 収録曲
特記なき楽曲はメンバー5人の共作。
1. キング・オブ・ドリームス - King of Dreams (Ritchie Blackmore, Roger Glover, Joe Lynn Turner) - 5:29
2. ザ・カット・ランズ・ディープ - The Cut Runs Deep - 5:42
3. ファイア・イン・ザ・ベースメント - Fire in the Basement - 4:43
4. トゥルース・ハーツ - Truth Hurts (R. Blackmore, R. Glover, J. L. Turner) - 5:14
5. ブレックファースト・イン・ベット - Breakfast in Bed (R. Blackmore, R. Glover, J. L. Turner) - 5:17
6. ラヴ・コンクァーズ・オール - Love Conquers All (R. Blackmore, R. Glover, J. L. Turner) - 3:47
7. フォーチュンテラー - Fortuneteller - 5:49
8. トゥー・マッチ・イズ・ノット・イナフ - Too Much Is Not Enough (J. L. Turner, Bob Held, Al Greenwood) - 4:17
9. ウィキッド・ウェイズ - Wicked Ways - 6:35

### 日本盤再発CDボーナス・トラック
1. スロウ・ダウン・シスター - Slow Down Sister (R. Blackmore, R. Glover, J. L. Turner) - 5:56

## 参加ミュージシャン
- ジョー・リン・ターナー - ボーカル
- リッチー・ブラックモア - ギター
- ジョン・ロード - オルガン、キーボード、ストリングス・アレンジ
- ロジャー・グローヴァー - ベース、キーボード
- イアン・ペイス - ドラムス

## その後
第6期ディープ・パープルは本作発表に伴うツアーの終了後、結成25周年を記念する新作の製作に取り掛かった。しかしブラックモア以外のメンバーとターナーとの間で音楽性の違いや不仲が表面化。ターナーは制作終了を待たずに1992年脱退し、第6期は本作だけで終了した。
ターナーはグレン・ヒューズと結成したヒューズ/ターナーのライヴで、本作収録曲「キング・オブ・ドリームス」を披露した。2002年5月の東京公演での音源は、ライヴ・アルバム『ライヴ・イン・トーキョー』に収録された。